# 鳥玉斎栄京
鳥玉斎 栄京（ちょうぎょくさい えいきょう、生没年不詳）とは、江戸時代の浮世絵師。

## 来歴
鳥文斎栄之の門人、俗名不明。作画期は寛政から文化にかけての頃とされ、肉筆美人画が3点知られている。

## 作品
- 「浅妻船」　絹本着色　中右瑛コレクション　※「鳥玉斎栄京筆」の落款、「まつひとの　よるへやいつこ　うき草の　浮て世わたる　あさ妻をふね　真木子」の画賛あり
- 「花下遊女と禿図」　紙本着色　ボストン美術館所蔵　※「鳥玉齋榮京筆」の落款、「榮□」の白文方印あり
- 「雪の送り」　絹本着色　※画賛あり。『浮世絵大成』第七巻所載